# جی۴ (کانال تلویزیونی)

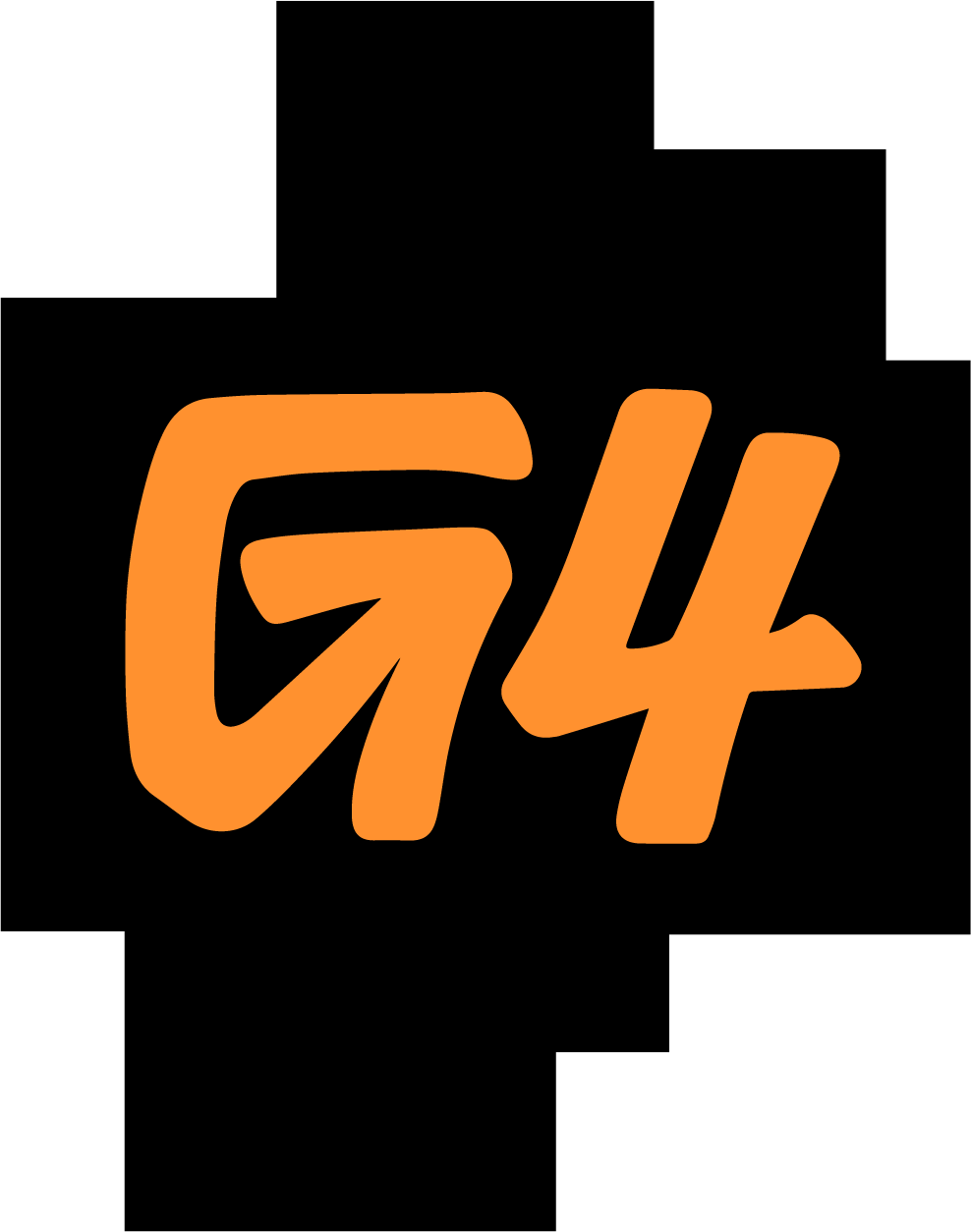
لوگوی جی۴

جی۴ (به انگلیسی: G4) یک شبکه تلویزیون ماهواره‌ای انگلیسی‌زبان می‌باشد که فعالیت خود را از آوریل ۲۰۰۲ (میلادی) توسط شرکت رسانه‌ای جی۴ اداره می‌شود که زیرمجموعه‌ای از ان‌بی‌سی یونیورسال می‌باشد. این شبکه، جامعه مخاطبان خود را نوجوانان و جوانان علاقه‌مند به بازی‌های ویدئویی تعریف کرده‌است. مقر این شبکه تلویزیونی در شهر لس‌آنجلس قرار دارد.